# Albert Ramos
Albert Ramos Viñolas (Mataró, 17 de enero de 1988) es un jugador español de tenis profesional. Su ranking más alto a nivel individual fue el n.º 17 alcanzado el 8 de mayo de 2017.
Sus mayores logros deportivos fueron la final del Masters de Montecarlo en 2017 y los cuartos de final de Roland Garros 2016.
Jugador representante del equipo de Copa Davis Español en varias ocasiones, también ha representado España en los Juegos Olímpicos. Ha ganado múltiples torneos en categoría Challenger y ATP.
En 2017 se casó con Helena Marti Icardo. El matrimonio tiene dos hijas, Blanca (2020) y Martina (2022).

## Vida y carrera

### 2004-2008: Primera experiencia como junior y torneos Futures
Albert Ramos compitió en los torneos juveniles internacionales de 2005 y 2006. Después de obtener algunos títulos, logró colocarse en el top 10 del ranking mundial junior.
En el año 2007 perdió su primera final en un future ante Pau Perala por 6-4 6-3. En el año 2008, finalmente ganó su primer título future en el torneo España F25.

### 2009-2010: Éxito en el ATP Challenger Tour
A principios de 2009 obtuvo otros tres títulos future, los torneos España F9, F15 y F16. Además, comenzó a disputar torneos de la categoría ATP Challenger Tour, llegando en el mes de septiembre a dos finales en el Challenger de Sevilla y el de Palermo. Perdió ambas finales, en Sevilla contra Pere Riba y en Palermo contra Adrian Ungur. Sin embargo, mejoró en el ranking mundial de este año en casi 300 lugares alcanzando el puesto 168.
En abril de 2010, Albert Ramos se encontraba en su ciudad natal de Barcelona, disputando la clasificación para un torneo ATP. Después de una victoria en primera ronda sobre Michael Russell se encontró en la segunda ronda ante el chileno Fernando González, a quien derrotó en tres sets. En la última ronda, cayó derrotado ante el letón Ernests Gulbis.
En el resto de la temporada de Ramos pudo ingresar en los cuadros principales de los torneos ATP de Hamburgo, Bucarest y Valencia, cayendo derrotado en la primera ronda en los tres torneos.
En el mes de agosto obtiene su primer título en el challenger de San Sebastián. Derrotó en las semifinales al segundo favorito del torneo Rubén Ramírez Hidalgo y luego en la final al francés Benoît Paire por 6–4, 6–2. Un mes más tarde, vuelve a triunfar, esta vez en el Challenger de Sevilla, tomándose revancha del año anterior, derrotó en la final a su compatriota Pere Riba en tres sets y así ganar su segundo título de la temporada. Esto mejoró en el ranking mundial escalando hasta su mejor posición del momento, el puesto n.º 109.

### 2011: Debut en los Grand Slam y la entrada en el Top 100
En enero de 2011, Albert Ramos se vio por primera vez clasificado para un torneo ATP sin necesidad de disputar el torneo clasificatorio. Debido a su ranking mundial ingresó directamente al Torneo de Santiago. En una primera victoria redonda sobre Leonardo Mayer fue seguido por una derrota ante el semifinalista eventual Fabio Fognini. También en el torneo ATP de Buenos Aires, dos semanas más tarde, llegó a la segunda ronda derrotando en la primera ronda a Joao Souza, pero tuvo que retirarse en el siguiente encuentro ante Tommy Robredo.
En mayo de 2011, Albert Ramos se encontraba por primera vez en un torneo Grand Slam, al disputar el Abierto de Francia. En la primera vuelta, ganó un partido durísimo a cinco sets contra el joven de 19 años de edad, Javier Martí, pero luego se retiró en la segunda ronda contra el quinto favorito y eventual cuartofinalista Robin Söderling.
En junio de 2011, Ramos vuelve a ganar otro título challenger. Esta vez en el Challenger de Milán, derrotando al ruso Yevgueni Koroliov en la final. Dos semanas más tarde, llegó a la final del Challenger de Turín, perdiendo ante Carlos Berlocq en la final.
En el torneo ATP de Hamburgo de julio de 2011 Albert Ramos ganó un partido de clasificación en la primera ronda contra Adrian Mannarino, pero tuvo que retirarse en el encuentro que debía disputar ante el francés Gaël Monfils. Una semana después, Ramos estaba disputando el Torneo de Umag después de una victoria sobre Ivan Dodig llegando por primera vez a los cuartos de final de un torneo ATP. Finalmente cayó derrotado ante el segundo favorito del torneo y eventual campeón Aleksandr Dolgopólov.
En agosto de 2011, Albert Ramos ganó el torneo Challenger de San Sebastián. En el Abierto de Estados Unidos debutó ante el alemán Philipp Petzschner, cayendo derrotado en cinco sets. En el último torneo sobre tierra batida de la temporada en Bucarest, Ramos llegó por segunda vez en un torneo ATP a los cuartos de final, perdiendo nuevamente ante el eventual campeón Florian Mayer. 
Finalizó el año en el número 66 del ranking mundial.

### 2012: Primera final ATP
El año 2012 comenzó para Albert Ramos en el torneo ATP de Doha, retirándose en los cuartos de final ante el eventual campeón Jo-Wilfried Tsonga. Después de su participación en el Abierto de Australia donde debutó con derrota ante el checo Tomáš Berdych, Ramos participó en varios torneos de tenis ATP en arcilla, durante la gira sudamericana en febrero de 2012. Llegó en São Paulo por primera vez a las semifinales de un torneo ATP, derrotando en el camino al tercer cabeza de serie Fernando Verdasco, pero cayó derrotado por su compatriota Nicolás Almagro. Posteriormente participó en los torneos de Buenos Aires y Acapulco, para posteriormente disputar los Masters 1000 de pista dura, los torneos de Indian Wells y Miami alcanzando la tercera ronda en ambos torneos. En abril de 2012, disputó su primera final ATP, en el Torneo de Casablanca, perdiendo en la final ante su compatriota Pablo Andújar.

### 2013: Debut en la Copa Davis
En la temporada de 2013 hizo su debut en la Copa Davis con el equipo de España. Por la primera ronda del grupo mundial, España se enfrentó al Equipo de Copa Davis de Canadá, ganando ante Frank Dancevic por 7-5 y 6-4 y cayendo derrotado ante Milos Raonic por 7-6(5) 4-6 4-6 4-6. El global fue favorable a Canadá por 3-2.
El español terminó en el Top 100 por tercera vez consecutiva, destacado por llegar en cuatro ocasiones a los cuartos de final en torneos de tierra batida. En el Torneo de Bastad 2013 venciendo a Tommy Robredo en segunda ronda y perdiendo ante el eventual campeón Carlos Berlocq, en el Torneo Conde de Godó 2013 (perdió ante el eventual campeón Rafael Nadal), en el Torneo de Buenos Aires 2013 (perdió ante el suizo Stanislas Wawrinka y en el Torneo de Viña del Mar 2013 (perdió ante el eventual campeón Horacio Zeballos). Su mejor resultado en torneos ATP Masters 1000 fue la cuarta ronda conseguida en el Masters de Miami 2013. En cuanto a los torneos Grand Slam cayó derrotado en la primera ronda de los cuatro torneos. En el Australian Open perdió ante Marcos Baghdatis, Roland Garros (perdió con Jerzy Janowicz), Wimbledon (perdió con Juan Martín del Potro) y US Open (perdió ante Bernard Tomic en 5 sets). Compiló un global de 14-12 sobre arcilla, 5-9 sobre pistas duras, y 1-2 en césped. Fue de 0-2 contra rivales Top 10 y sus mejores triunfos fueron sobre el n.º 14 Juan Mónaco (Miami), y contra el n.º 15 Kei Nishikori (Barcelona).

## ATP Tour Masters 1000

### Finalista (1)
| Año  | Torneo     | Superficie    | Ind/Outdoor | Oponente en la final | Resultado |
| 2017 | Montecarlo | Tierra batida | Outdoor     | Rafael Nadal         | 1-6, 3-6  |

## Títulos ATP (4; 4+0)

### Individual (4)
| Leyenda                   |
| Grand Slam (0)            |
| ATP Tour Finals (0)       |
| ATP Tour Masters 1000 (0) |
| ATP Tour 500 (0)          |
| ATP Tour 250 (4)          |

| N.º | Fecha                | Torneo  | Superficie    | Oponente en la final | Resultado        |
| --- | -------------------- | ------- | ------------- | -------------------- | ---------------- |
| 1.  | 17 de julio de 2016  | Bastad  | Tierra batida | Fernando Verdasco    | 6-3, 6-4         |
| 2.  | 28 de julio de 2019  | Gstaad  | Tierra batida | Cedrik-Marcel Stebe  | 6-3, 6-2         |
| 3.  | 2 de mayo de 2021    | Estoril | Tierra batida | Cameron Norrie       | 4-6, 6-3, 7-6(3) |
| 4.  | 6 de febrero de 2022 | Córdoba | Tierra batida | Alejandro Tabilo     | 4-6, 6-3, 6-4    |

#### Finalista (8)
| N.º | Fecha                 | Torneo     | Superficie    | Oponente en la final  | Resultado           |
| --- | --------------------- | ---------- | ------------- | --------------------- | ------------------- |
| 1.  | 15 de abril de 2012   | Casablanca | Tierra batida | Pablo Andújar         | 1-6, 6-7(5)         |
| 2.  | 2 de octubre de 2016  | Chengdú    | Dura          | Karen Khachanov       | 7-6(4), 6-7(3), 3-6 |
| 3.  | 6 de marzo de 2017    | São Paulo  | Tierra batida | Pablo Cuevas          | 7-6(3), 4-6, 4-6    |
| 4.  | 23 de abril de 2017   | Montecarlo | Tierra batida | Rafael Nadal          | 1-6, 3-6            |
| 5.  | 11 de febrero de 2018 | Quito      | Tierra batida | Roberto Carballés     | 3-6, 6-4, 4-6       |
| 6.  | 3 de agosto de 2019   | Kitzbühel  | Tierra batida | Dominic Thiem         | 6-7(0), 1-6         |
| 7.  | 28 de febrero de 2021 | Córdoba    | Tierra batida | Juan Manuel Cerúndolo | 0-6, 6-2, 2-6       |
| 8.  | 23 de julio de 2023   | Gstaad     | Tierra batida | Pedro Cachín          | 6-3, 0-6, 5-7       |

### Dobles (0)
| Leyenda                   |
| Grand Slam (0)            |
| ATP Tour Finals (0)       |
| ATP Tour Masters 1000 (0) |
| ATP Tour 500 (0)          |
| ATP Tour 250 (0)          |

#### Finalista (1)
| N.º | Fecha               | Torneo | Superficie    | Pareja         | Oponentes en la final         | Resultado        |
| --- | ------------------- | ------ | ------------- | -------------- | ----------------------------- | ---------------- |
| 1.  | 14 de julio de 2013 | Bastad | Tierra batida | Carlos Berlocq | Nicholas Monroe Simon Stadler | 2-6, 6-3, [3-10] |

## Títulos Challenger; 8 (8+0)
| Leyenda             | Individuales | Dobles |
| ------------------- | ------------ | ------ |
| ATP Challenger Tour | 8            | 0      |

### Individuales
| N.º | Fecha      | Torneo                          | Superficie    | Oponentes en la final | Resultado       |
| --- | ---------- | ------------------------------- | ------------- | --------------------- | --------------- |
| 1.  | 22.08.2010 | Challenger de San Sebastián (1) | Tierra batida | Benoît Paire          | 6–4, 6–2        |
| 2.  | 11.09.2010 | Challenger de Sevilla           | Tierra batida | Pere Riba             | 6–3, 3–6, 7–5   |
| 3.  | 19.07.2011 | Challenger de Milán (1)         | Tierra batida | Yevgueni Koroliov     | 6–4, 3–0 (Ret.) |
| 4.  | 21.08.2011 | Challenger de San Sebastián (2) | Tierra batida | Pere Riba             | 6–1, 6–2        |
| 5.  | 22.06.2014 | Challenger de Milán (2)         | Tierra batida | Pere Riba             | 6–3, 7–5        |
| 6.  | 07.09.2014 | Challenger de Génova            | Tierra batida | Mate Delić            | 6–1, 7–5        |
| 7.  | 19.07.2015 | Challenger de San Benedetto     | Tierra batida | Alessandro Giannessi  | 6–2, 6–4        |
| 8.  | 06.06.2024 | Challenger de Modena            | Tierra batida | Federico Arnaboldi    | 6–4, 3–6, 6–2   |

## Clasificación en torneos del Grand Slam
| Torneo          | 2010 | 2011 | 2012 | 2013 | 2014 | 2015 | 2016 | 2017 | 2018 | 2019 | 2020 | 2021 | 2022 | 2023 | 2024 | Títulos |
| --------------- | ---- | ---- | ---- | ---- | ---- | ---- | ---- | ---- | ---- | ---- | ---- | ---- | ---- | ---- | ---- | ------- |
| Australian Open | -    | -    | 1R   | 1R   | 1R   | 1R   | 1R   | 1R   | 3R   | 1R   | 1R   | 1R   | 1R   | 1R   | 1R   | 0       |
| Roland Garros   | -    | 2R   | 1R   | 1R   | 1R   | 1R   | CF   | 4R   | 3R   | 1R   | 2R   | 1R   | 2R   | 1R   | Q1   | 0       |
| Wimbledon       | -    | -    | 1R   | 1R   | -    | 2R   | 3R   | 3R   | 1R   | 1R   | -    | 1R   | 1R   | 1R   | -    | 0       |
| US Open         | -    | 1R   | 2R   | 1R   | 1R   | 1R   | 2R   | 2R   | 1R   | 1R   | 1R   | 2R   | 2R   | 1R   |      | 0       |